# Илюшичев, Николай Александрович
Николай Александрович Илюшичев (17 августа 1923, дер. Княжево, Вологодская губерния — 30 августа 1999) — командир миномётного расчёта 597-го Берлинского стрелкового полка, старшина.

## Биография
Родился 17 августа 1923 года в деревне Княжево (ныне — Вологодского района Вологодской области). Окончил 4 класса. Работал в колхозе.
В Красной Армии и в боях Великой Отечественной войны с февраля 1942 года. В качестве разведчика 380-го стрелкового полка 171-й стрелковой дивизии Северо-Западного фронта сражался в боях в районе Демянска. В октябре-ноябре 1943 года в составе 1-й и 3-й ударных армий 2-го Прибалтийского фронта участвовал в Невельско-Городокской операции. С декабря 1943 года в составе войск 1-го Белорусского фронта освобождал Прибалтику, участвовал в боях по блокированию курляндской группировки противника. В одном из боёв был ранен и после излечения в госпитале в период боёв в Польше направлен командиром миномётного расчёта 597-го стрелкового полка.
При отражении контратак противника у города Шнайдемюль 15 февраля 1945 года старший сержант Илюшичев в ходе четырёхчасового боя уничтожил вместе с подчиненным расчётом около взвода вражеских солдат и подавил пулемёт.
Приказом командира 207-й стрелковой дивизии от 22 февраля 1945 года за мужество, проявленное в боях с врагом, старший сержант Илюшичев награждён орденом Славы 3-й степени.
11 марта 1945 года близ населённого пункта Каллис старшина Илюшичев при отражении контратаки противника в упор расстрелял из автомата свыше десяти противников.
Приказом по 3-й ударной армии от 3 мая 1945 года старшина Илюшичев награждён орденом Славы 2-й степени.
2 мая 1945 года в боях на улицах Берлина миномётным огнём поддерживал наступление стрелковых подразделений, при этом уничтожил два пулемёта и свыше десяти противников.
Указом Президиума Верховного Совета СССР от 15 мая 1946 года за мужество, отвагу и героизм, , старшина Илюшичев Николай Александрович награждён орденом Славы 1-й степени.
В 1947 году старшина Илюшичев демобилизован. Жил в поселке Семенково-1 Вологодского района Вологодской области. Работал в совхозе «Новленский». Участник Парада Победы 1995 года.
Умер 30 августа 1999 года. Похоронен на кладбище близ деревни Шолохово.
Награждён орденами Славы 1-й, 2-й и 3-й степени, Отечественной войны 1-й степени, медалями, в том числе «За отвагу».